# Saint-Eugène-de-Guigues
Pour les articles homonymes, voir Eugène et Guigues.
Saint-Eugène-de-Guigues est une municipalité du Québec située dans la MRC de Témiscamingue en Abitibi-Témiscamingue.

## Toponymie
Le nom Guigues fait référence à Mgr Joseph-Eugène-Bruno Guigues, qui fut le premier évêque d'Ottawa. Celui-ci avait fait sa profession d'Oblat devant saint Eugène de Mazenod.

## Histoire

### Chronologie
- 20 novembre 1912 : La municipalité de Saint-Eugène-de-Guigues se détache des cantons de Guigues et de Baby.
- 29 mars 2014 : L'église de Saint-Eugène-de-Guigues est ravagé par les flammes[4]

## Démographie
| 1991 | 1996 | 2001 | 2006 | 2011 | 2016 | 2021 |
| ---- | ---- | ---- | ---- | ---- | ---- | ---- |
| 415  | 423  | 439  | 474  | 454  | 465  | 458  |

## Administration
Les élections municipales se font en bloc pour le maire et les six conseillers.
| Saint-Eugène-de-Guigues Maires depuis 2001                                                                           |                            |         |          |
| Élection | Maire                      | Qualité | Résultat |
| 2001 | Normand Roy                |         | Voir     |
| 2005 | Aucun candidat à la mairie |         | Voir     |
| 2009 | Jacinthe Marcoux           |         | Voir     |
| 2013 | Édith Lafond               |         | Voir     |
| n/d | Marco Denommé              |         | Voir     |
| 2017 | Marco Denommé              | Voir    |          |
| 2021 | Marco Denommé              | Voir    |          |
| Élection partielle en italique Depuis 2005, les élections sont simultanées dans toutes les municipalités québécoises |                            |         |          |